# Mérida, Spania
Mérida este un oraș din Spania, situat în provincia Badajoz din comunitatea autonomă Extremadura. Are o populație de 58.971 de locuitori.

## Istoric
Mérida a fost populată încă din perioada preistorică, demonstrată de un prestigios tezaur de bijuterii de aur, care a fost excavat din mormântul unei fete în 1870. Orașul a fost înființat în 25 î.Hr., cu numele Emerita Augusta (adică veteranii - soldați evacuați - ai armatei lui Augustus, care au fondat orașul, numele de Mérida fiind o evoluție a acestuia), prin ordinul împăratului Augustus, pentru a proteja o trecere și un pod peste râul Guadiana. Emerita Augusta a fost una dintre capetele căii Via de la Plata, o rută strategică romană între minele de aur din jurul provinciei Asturica Augusta, și cel mai important oraș roman din Peninsula Iberică. Orașul a devenit capitala provinciei Lusitania (azi Portugalia) și unul dintre cele mai importante orașe din Imperiul Roman. Mérida păstrează mai multe importante monumente vechi romane decât orice alt oraș din Spania, inclusiv un arc de triumf și un teatru.